# Gabriela Kompatscher-Gufler
Gabriela Kompatscher-Gufler (* 13. März 1968 in Brixen) ist eine italienische Klassische Philologin und Professorin für Gräzistik und Latinistik an der Universität Innsbruck.

## Leben
Sie studierte von 1987 bis 1992 Latein, Geschichte und Archäologie an der Universität Innsbruck. Von 1992 bis 1994 absolvierte sie ein Doktoratsstudium im Fach Latein an der Universität Innsbruck und ein Akademikertraining 1994 in der Abteilung für Sondersammlungen der Universitätsbibliothek Innsbruck. Im Stift Wilten wirkte sie von 1994 bis 1995 und an der Universitätsbibliothek Innsbruck im Rahmen eines Forschungsprojektes des Fonds zur Förderung der wissenschaftlichen Forschung und der Österreichischen Akademie der Wissenschaften von 1995 bis 1996 als Handschriftenbearbeiterin. Seit 1. November 1996 war sie Universitätsassistentin am Institut für Klassische Philologie der Universität Innsbruck. 2003 habilitierte sie sich in Innsbruck mit einer Arbeit zum Liber miraculorum des Herbert von Clairvaux und wurde zur außerordentlichen Universitätsprofessorin ernannt. Im Herbstsemester 2008 lehrte sie als Gastprofessorin am Mittellateinischen Seminar der Universität Zürich. Seit 1. Januar 2012 ist sie Mitarbeiterin am Ludwig-Boltzmann-Institut Innsbruck. Mit 1. März 2017 wurde sie zur Leiterin des Instituts für Sprachen und Literaturen der Universität Innsbruck bestellt.

## Forschungsschwerpunkte
Ihre Arbeits- und Forschungsschwerpunkte sind mittellateinische Literatur und Sprache (insbesondere spätmittelalterliche Unterhaltungsliteratur), Kodikologie (insbesondere die Erschließung und Untersuchung der Tiroler Handschriftenbestände), Beziehungen zwischen Mensch und Tier in Antike und Mittelalter und Human-Animal Studies.

## Schriften (Auswahl)
- Die Gesta-Romanorum-Handschriften der Universitätsbibliothek Innsbruck Cod. 667, 509 und 433, ihre Beziehungen zueinander und zu den anderen Gesta-Romanorum-Handschriften der Universitätsbibliothek Innsbruck (= Commentationes Aenipontanae. Band 31 / Tirolensia Latina. Band 1). Wagner, Innsbruck 1997, ISBN 3-7030-0246-8 (zugleich Dissertation, Innsbruck 1994).
- Katalog der Handschriften der Universitätsbibliothek Innsbruck. Teil 3. Cod. 201–300. Registerband (= Denkschriften der Österreichischen Akademie der Wissenschaften, philosophisch-historische Klasse. Band 271). (= Veröffentlichungen der Kommission für Schrift– und Buchwesen des Mittelalters. Reihe II, Band 4,3). Verlag der Österreichischen Akademie der Wissenschaften, Wien 1999, ISBN 3-7001-2779-0.
- Herbert von Clairvaux und sein Liber miraculorum. Die Kurzversion eines anonymen bayerischen Redaktors. Untersuchung, Edition und Kommentar (= Lateinische Sprache und Literatur des Mittelalters. Band 43). Lang, Bern u. a. 2005, ISBN 3-03910-480-2 (zugleich Habilitationsschrift, Innsbruck 2003).
- Herbert von Clairvaux. In: Biographisch-Bibliographisches Kirchenlexikon (BBKL). Band 29, Bautz, Nordhausen 2008, ISBN 978-3-88309-452-6, Sp. 612–614 (von clairvaux.shtml Artikel/Artikelanfang im Internet-Archive).
- als Herausgeberin mit Albrecht Classen und Peter Dinzelbacher: Tiere als Freunde im Mittelalter. Eine Anthologie. Wissenschaftlicher Verlag Bachmann, Badenweiler 2010, ISBN 978-3-940523-08-2.
- mit Reinhard Pichler: Lehr- und Übungsbuch zur lateinischen und griechischen Metrik (= Latein Forum. Band 73/74). Verein zur Förderung der Unterrichtsdiskussion, Innsbruck 2011, ISBN 978-3-9503242-0-4.
- mit Daniela Mairhofer und Claudia Schretter: Katalog der mittelalterlichen Handschriften der Bibliothek des Prämonstratenser Chorherrenstiftes Wilten (= Denkschriften der Österreichischen Akademie der Wissenschaften, philosophisch-historische Klasse. Band 425). (= Veröffentlichungen der Kommission für Schrift– und Buchwesen des Mittelalters, Reihe II. Band 10). Verlag der Österreichischen Akademie der Wissenschaften, Wien 2012, ISBN 978-3-7001-7069-3.
- mit Franz Römer und Sonja Schreiner: Partner, Freunde und Gefährten. Mensch-Tier-Beziehungen der Antike, des Mittelalters und der Neuzeit in lateinischen Texten. Holzhausen, Wien 2014, ISBN 978-3-902976-26-0.
- als Herausgeberin mit Reingard Spannring, Karin Schachinger und Alejandro Boucabeille: Disziplinierte Tiere? Perspektiven der Human-Animal Studies für die wissenschaftlichen Disziplinen (= Human-animal studies). Transcript-Verlag, Bielefeld 2015, ISBN 3-8376-2518-4.
- als Herausgeberin mit Reinhard Heuberger, Reingard Spannring, Karin Schachinger, Andreas Oberprantacher und Alejandro Boucabeille: Tiere, Texte, Transformationen. Kritische Perspektiven der Human-Animal Studies (= Human-animal studies. Band 7). Transcript-Verlag, Bielefeld 2015, ISBN 3-8376-2873-6.
- mit Reingard Spannring und Karin Schachinger: Human-Animal Studies. Eine Einführung (= UTB. Band 4759). Waxmann, Münster/New York 2017, ISBN 3-8252-4759-7.